# Farní sbor Českobratrské církve evangelické v Dvakačovicích
Farní sbor v Dvakačovicích je sborem Českobratrské církve evangelické. Sbor spadá pod Chrudimský seniorát.
Farářkou sboru je Blažena Kohoutová; kurátorem sboru 	Petr Vyskočil.

## Faráři sboru
- Pavel Havelka (1895–1921)
- Ladislav Řepa (1921–1945)
- Adrian Mikolášek (1962–1992)
- Jan Machala (1996–2010)
- Dušan Ehmig (2013–2022)